# Łysa Góra
Łysa Góra oder Łysiec (deutsch Blessenberg; wörtlich „kahler Berg“) ist mit knapp 594 m der östlichste Berg des Heiligkreuzgebirges (Góry Świętokrzyskie) im südöstlichen Polen (Mitteleuropa).
Auf seinem Gipfel, den man auf Wanderwegen erreichen kann, befindet sich das Kloster Święty Krzyż mit dem Museum des Świętokrzyski-Nationalparks.
Außerdem ist er Standort einer Sendeanlage.